# Курт Ебергард
Курт Ебергард (нар.12 вересня 1874, Ротвайль — †8 вересня 1947, Штутгарт) — німецький генерал-майор (з 1 лютого 1941), військовий комендант Києва (26 вересня 1941 — 1 липня 1942). З 29 по 30 вересня 1941 знищив у Бабиному Яру майже 34 тис. євреїв та представників інших національностей, що проживали на території Києва.

## Кар'єра
Поступив на військову службу 3 серпня 1892 фанен-юнкером у 13-й артилерійський полк, у якому прослужив до початку 1907. Через рік після початку служби Еберхарду було присвоєно звання другого лейтенанта. Паралельно три роки навчався у військовій академії, яку закінчив у 1905. З лютого 1907 по липень 1910, маючи звання оберлейтенанта, служив ад'ютантом 27-ї артилерійської бригади, під час служби в ній отримав звання гауптмана. Протягом липня 1910 — жовтня 1913 був командувачем батареї у 65-му артилерійському полку, після цього майже рік викладав у школі польової артилерії. Протягом Першої світової війни як майор спочатку (до квітня 1918) був командувачем батареї 65-го артилерійського полку (пізніше його було підвищено до командувача батальйону цього ж полку), а з квітня 1918 — командувачем 501-го артилерійського полку. По закінченні Першої світової війни, з липня 1919 по жовтень 1920 командував 5-м артилерійським полком рейхсверу, після цього один рік був командувачем батальйону 5-го артилерійського полку, в цей самий період отримав звання коменданта. З жовтня 1922 служив у штабі артилерії до того, як був звільнений 1 квітня 1923. У листопаді 1923 Еберхард отримав звання полковника, а в березні 1925 йому було тимчасово присвоєно звання генерал-майора. Перед початком Другої світової війни, у серпні 1939 повернувся до армії. З 1940 по травень 1941 служив у штабі командування армії тилу 550-го військового округу, в цей же час отримав звання генерал-майора. З кінця вересня 1941 по липень 1942 був військовим комендантом Києва. З липня по листопад 1942 знаходився у командному резерві при Верховному командуванні вермахту (ОКВ). 30 листопада 1942 був звільнений. Наприкінці Другої світової війни потрапив у полон до військ США, у якому пробув до самої смерті 8 вересня 1947 (за іншими даними, Курт Еберхард помер у 1948).

## Комендант Києва
Протягом 1941—1942 Курт Ебергард обіймав посаду військового коменданта Києва, значну частку населення якого в довоєнний період складали євреї (220 тис. чоловік). Після захоплення Києва німецькою Шостою армією дві третини з них покинули місто. 26 вересня 1941 Ебергард розпорядився розстріляти щонайменше 50 тис. євреїв, що залишилися в Києві. Ебергард виявляв ворожість та нетерпимість до євреїв, слідуючи курсом німецького націонал-соціалізму, та всіляко заохочував їхнє переслідування. 29—30 вересня 1941 зондеркоманда 4а, розташована в Києві, в рамках «боротьби з партизанами» позбавила життя 33 771 мешканця Києва, серед них були не тільки євреї, а й представники інших національностей, що проживали в Києві.

## Нагороди
- Орден Червоного орла 4-го класу
- Залізний хрест 2-го і 1-го класу
- Королівський орден дому Гогенцоллернів, лицарський хрест з мечами
- Орден «За заслуги» (Баварія) 4-го класу з мечами і короною
- Орден Альберта (Саксонія), лицарський хрест 1-го класу з мечами
- Орден «За військові заслуги» (Вюртемберг), лицарський хрест (18 грудня 1916)
- Орден Вюртемберзької корони, лицарський хрест з мечами
- Орден Фрідріха (Вюртемберг), лицарський хрест 1-го класу
- Хрест «За вислугу років» (Вюртемберг) 2-го класу (21 рік)
- Ганзейський Хрест (Гамбург)
- Орден Залізної Корони 3-го класу з військовою відзнакою
- Хрест «За військові заслуги» (Австро-Угорщина) 3-го класу з військовою відзнакою
- Срібна медаль «Імтияз» з шаблями
- Військова медаль (Османська імперія)
- Орден «За військові заслуги» (Болгарія), командорський хрест
- Почесний хрест ветерана війни з мечами